# Hòa Thuận, Tam Kỳ
Hòa Thuận là một phường thuộc thành phố Tam Kỳ, tỉnh Quảng Nam, Việt Nam.
Phường Hòa Thuận có diện tích 5,58 km², dân số năm 2019 là 11.136 người, mật độ dân số đạt 1.996 người/km².